# Hladová zeď

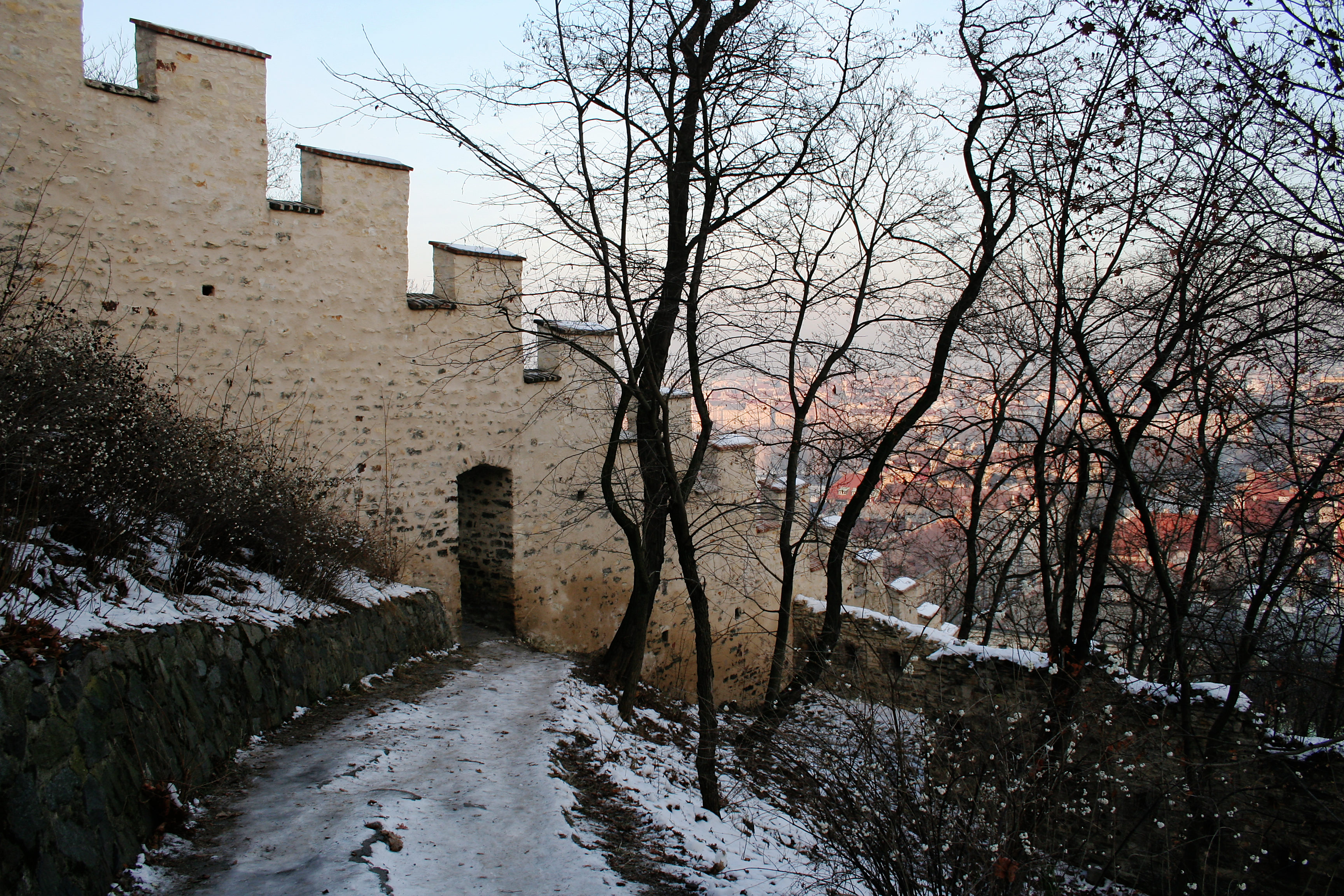
Mur nad Újezdem i Malá Straną

Mur Głodowy (cz. Hladová zeď) – średniowieczny mur obronny w Pradze, w Czechach. Został zbudowany na wzgórzu Petřín w 1360–1362 na zlecenie Karola IV.
Margiel z kamieniołomów na Petřín był wykorzystywany jako materiał budowlany. Celem budowy było wzmocnienie fortyfikacji Zamku na Hradczanach i Malá Strany przed atakiem z zachodu lub południa. Pierwotnie ściany miały wysokość 4–4,5 m wysokości oraz 1,8 m szerokości i był wyposażony w blanki i (prawdopodobnie) osiem bastionów.
Mur został naprawiony w 1624, wzmocniony w połowie XVIII wieku i naprawiany i modyfikowany później kilkakrotnie (w epoce nowożytnej w 1923/25 i 1975). Jedna z zachowanych baszt służy jako podstawa kopuły Obserwatorium Štefánika.